# Williams FW15C
Williams-Renault FW15C je Williamsov dirkalnik Formule 1, ki je bil v uporabi v sezoni 1993, ko sta z njim dirkala Damon Hill in Alain Prost. FW15C je bil daleč najboljši dirkalnik v sezoni, kar sta potrdila Alain Prost s sedmimi in Damon Hill s tremi zmagami. Ob tem sta skupaj dosegla še dvanajst uvrstitev na stopničke, kar petnajst najboljših štartnih položajev na šestnajstih dirkah, deset najhitrejših krogov, ter tako konstruktorski naslov, ki ga je Williams osvojil s točno dvakratnim izkupičkom točk drugo uvrščenega McLarna, kot tudi dirkaški naslov prvaka, ki ga je osvojil Prost s prednostjo šestindvajsetih točk pred Ayrtonom Senno. FW15C je bil zelo verjetno najbolj tehnološko dodelan dirkalnik Formule 1 vseh časov, kajti že v naslednji sezoni 1994 so bili prepovedani elektronski sistemi proti zdrsu pogonskih koles in blokiranju koles ob zaviranju ter aktivno podvozje.

## Popolni rezultati Formule 1
(legenda) (Odebeljene dirke pomenijo najboljši štartni položaj)
| Leto | Moštvo   | Motor       | Gume | Dirkača     | 1   | 2   | 3  | 4   | 5   | 6   | 7   | 8   | 9   | 10  | 11  | 12  | 13  | 14  | 15  | 16  | Toč | Prv |
| ---- | -------- | ----------- | ---- | ----------- | --- | --- | -- | --- | --- | --- | --- | --- | --- | --- | --- | --- | --- | --- | --- | --- | --- | --- |
| 1993 | Williams | Renault V10 | G    |             | JAR | BRA | EU | SMR | ŠPA | MON | KAN | FRA | VB  | NEM | MAD | BEL | ITA | POR | JAP | AVS | 168 | 1.  |
| 1993 | Williams | Renault V10 | G    | Damon Hill  | Ret | 2   | 2  | Ret | Ret | 2   | 3   | 2   | Ret | 15  | 1   | 1   | 1   | 3   | 4   | 3   | 168 | 1.  |
| 1993 | Williams | Renault V10 | G    | Alain Prost | 1   | Ret | 3  | 1   | 1   | 4   | 1   | 1   | 1   | 1   | 12  | 3   | 12  | 2   | 2   | 2   | 168 | 1.  |